# Minnie Riperton
Minnie Julia Riperton Rudolph  (Chicago, 8 de novembro de 1947 — Los Angeles, 12 de julho de 1979) mais conhecida apenas como Minnie Riperton, foi uma cantora estadunidense de soul, R&B e rock. É famosa por seu single "Lovin' You" de 1975.

## Biografia

### Vida pessoal
Minnie Riperton nasceu em Chicago, Illinois, Filha de Daniel e Thelma Riperton. A mais nova dos oito filhos de uma família musical, Minnie abraçou as artes desde muito jovem. Embora ela tenha começado com balé e dança moderna, seus pais reconheceram suas habilidades vocais e musicais e a encorajaram a prosseguir na música. Riperton era Afro-americana cujos seus ancestrais pertenciam a um proprietário de escravos de Kentucky que os libertou de sua própria vontade quase 40 anos antes da Proclamação de Emancipação.
No Lincoln Center de Chicago, Riperton recebeu aulas de canto operístico de Miss Marion Jeffery. Ela praticava respiração e fraseado, com especial ênfase na dicção. Jeffery também treinou Riperton a usar sua extensa gama vocal, o que contraria a formação tradicional dos cantores de ópera.
Enquanto estudava com Jeffery, Riperton cantou operetas e em pequenos shows, como preparação para uma carreira na ópera. Jeffery estava tão convencida de suas habilidades que a motivou fortemente para estudar os clássicos na Junior Lyric Opera de Chicago. E Riperton foi, no entanto, ainda jovem tornando-se muito interessada por soul, rhythm and blues e rock. Após graduar-se na Hyde Park High School (agora Hyde Park Career Academy), ela se matriculou no Loop College, mas desistiu depois de duas semanas. Mais tarde, ela foi introduzida no grupo Blue and White Family. Tornando-se um membro da prestigiada da Zeta Phi Beta. Enquanto em Rotary Connection, Riperton reuniu-se ao compositor Richard Rudolph, com quem ela se casou mais tarde. Eles tiveram um filho chamado Marc, e uma filha, Maya Rudolph, que posteriormente se tornou uma comediante do Saturday Night Live.

### Carreira
Em meados dos anos sessenta, Riperton entrou para o grupo musical The Gems, aos quinze anos de idade. Em 1968, sete anos após sua entrada no grupo, retirou-se e entrou em outro, The Rotary Connection, uma banda psicodélica. Minnie, ao mesmo tempo em que estava na banda, fazia sua carreira solo. Produziu um grande hit de sucesso, a música Loving You, do álbum Perfect Angel, um sucesso romântico da década de setenta. Minnie morreu de câncer de mama, em 1979, com apenas trinta e um anos.

## Discografia
GRT Records: 1969–1970; Epic Records: 1974–1977; Capitol Records: 1979–1980

### Álbuns de estúdio
- 1970: Come to My Garden
- 1974: Perfect Angel
- 1975: Adventures in Paradise
- 1977: Stay in Love
- 1979: Minnie
- 1980: Love Lives Forever

### Compilações
- 1981: The Best of Minnie Riperton
- 1993: Capitol Gold: The Best of Minnie Riperton
- 1997: Her Chess Years
- 2001: Petals: The Minnie Riperton Collection
- 2001: Les Fleurs: The Minnie Riperton Anthology

### Singles
- 1974: "Reasons"
- 1974: "Seeing You This Way"
- 1975: "Lovin' You"
- 1975: "Inside My Love"
- 1975: "When It Comes Down to It"
- 1976: "Simple Things"
- 1976: "Adventures in Paradise"
- 1977: "Stick Together" (Parts One and Two)
- 1977: "Can You Feel What I'm Saying"
- 1977: "Young, Willing, & Able"
- 1979: "Memory Lane"
- 1979: "Lover and Friend" / "Return To Forever"
- 1980: "Here We Go" (dueto com Peabo Bryson) [5]
- 1981: "Give Me Time"

## Prêmios e indicações
| Ano  | Prêmio       | Categoria                         | Indicação          | Resultado | Ref.  |
| ---- | ------------ | --------------------------------- | ------------------ | --------- | ----- |
| 1979 | Grammy Award | Melhor Desempenho de R&B Feminino | Minnie             | Indicado  | [ 6 ] |
| 1980 | Grammy Award | Melhor Desempenho de R&B Feminino | Love Lives Forever | Indicado  | [ 6 ] |